# Liste von Autoren/D

## Da
Maria Dąbrowska (1889–1965), PL
Simon Dach (1605–1659), D
Robert Dachs (1955–2015), D / AT
Anne Dacier (1654–1720), FR
Didier Daeninckx (* 1949), FR
Wolfgang Därr (* 1948), D
Günther Däss (* 1926), D
Adelheid Dahimène (1956–2010), AT
Roald Dahl (1916–1990), GB
Robert Alan Dahl (1915–2014), US
Daniela Dahn (* 1949), D
Felix Dahn (1834–1912), D
Ralf Dahrendorf (1929–2009), D
Hans Daiber (1927–2013), D
Wilfried Daim (1923–2016), AT
György Dalos (* 1943), HU
Roque Dalton (1935–1975), ES
Sigrid Damm (* 1940), D
Jakub Malukow-Danecki (* 1957), PL
Utta Danella (1920–2015), D
Heinrich Danioth (1896–1953), CH
Colin Dann (* 1943), GB
Jack Dann (* 1945), US
Otto Dann (1937–2014), D
Martin Dannecker (* 1942), D
Peter Dannenberg (1930–2015), D
Gabriele D’Annunzio (1863–1938), IT
Dante Alighieri (1265–1321), IT
Arthur C. Danto (1924–2013), US
Lorenzo da Ponte (1749–1838), IT
Asal Dardan (* 1978), D
Rubén Darío (1867–1916), NIC
George Darley (1795–1846), IRL
Stefano D’Arrigo (1919–1992), IT
Erasmus Darwin (1731–1802), GB
Mahmud Darwisch (1941–2008), Palästina
Dietmar Dath (* 1970), D
Theodor Däubler (1876–1934), D
Alphonse Daudet (1840–1897), FR
Rudolf H. Daumann (1896–1957), D
Max Dauthendey (1867–1918), D
William Davenant (1606–1668), GB
Jakob Julius David (1859–1906), AT
Janina David (1930–2023), PL / GB
Alexandra David-Néel (1868–1969), FR
Basil Davidson (1914–2010), GB
Diane Mott Davidson (* 1949), US
W. H. Davies (1871–1940), GB
David Brion Davis (1927–2019), US
Dorothy Salisbury Davis (1916–2014), US
Lydia Davis (* 1947), US
Abha Dawesar (* 1974), Indien
Amber Dawn (* 1974), CAN
Cecil Day-Lewis (1904–1972), IRL / GB

## De
Edmondo De Amicis (1846–1908), IT
Andrea De Carlo (* 1952), IT
Charles De Coster (1827–1879), BE
Luciano De Crescenzo (1928–2019), IT
Erri De Luca (* 1950), IT
James De Mille (1833–1880), CND
Martin R. Dean (* 1955), CH
Seamus Deane (1940–2021), GB/IRL
Aleš Debeljak (1961–2016), SLO
Guy Debord (1931–1994), FR
Jan Decker (* 1977), D
Jacques Decour (1910–1942), FR
Karl Dedecius (1921–2016), D
Constantin Christian Dedekind (1628–1715), D
Warwick Deeping (1877–1950), GB
Daniel Defoe (1660–1731), GB
Régine Deforges (1935–2014), FR
Jeanne Degen (1941–1998), CH
Michael Degen (1928–2022), D
Volker W. Degener (* 1941), D
Franz Josef Degenhardt (1931–2011), D
Uta Degner (* 1973), D
Paula Dehmel (1862–1918), D
Richard Dehmel (1863–1920), D
Hannelore Deinert (* 1942), D
Heinrich Deiters (1882–1971), D
Manfred Deix (1949–2016), AT
Matthew B. J. Delaney (* 19**), US
Samuel R. Delany (* 1942), US
Grazia Deledda (1871–1936), IT
Gilles Deleuze (1925–1995), FR
Antonio Delfini (1907–1963), IT
Fernand Deligny (1913–1996), FR
Don DeLillo (* 1936), US
Friedrich Christian Delius (1943–2022), D
Marie Eugenie Delle Grazie (1864–1931), AT
Alexandre Delmar (* 1975), FR
Olivier Delorme (* 1954), FR
Lloyd deMause (1931–2020), US
James DeMeo (1949–2022), US
Peter Demetz (1922–2024), US
John D’Emilio (* 1948), US
John Denham (1615–1669), IRL/GB
Daniel Dennett (1942–2024), US
Tory Dent (1958–2005), USA
Jacques Derrida (1930–2004), FR
Agnès Desarthe (* 1966), FR
Karlheinz Deschner (1924–2014), D
Heinrich Deserno (1945–2023), D
Stéphane Desombre (1907–1981), F
Virginie Despentes (* 1969), FR
Thorwald Dethlefsen (1946–2010), D
Sophie Dethleffs (1809–1864), D
Robin Detje (* 1964), D
Inge Deutschkron (1922–2022), D
Georges Devereux (1908–1985), US/FR
Otto Devrient (1838–1894), D
Karel Dewetter (1882–1962), CS
Helen DeWitt (* 1957), GB
Colin Dexter (1930–2017), GB

## Di
Tommaso Di Ciaula (1941–2021), IT
Philip K. Dick (1928–1982), US
Charles Dickens (1812–1870), GB
Monica Dickens (1915–1992), GB
James Dickey (1923–1997), US
George Dickie (1926–2020), US
Emily Dickinson (1830–1886), US
Peter Dickinson (1927–2015), GB
Denis Diderot (1713–1784), FR
Georges Didi-Huberman (* 1953), FR
Joan Didion (1934–2021), US
Ernst Didring (1868–1931), SE
Christiane Dieckerhoff (* 1960), D
Christoph Dieckmann (* 1956), D
Dorothea Dieckmann (* 1957), D
Guido Dieckmann (* 1969), D
Lorenz Diefenbach (1806–1883), D
Karl-Martin Dietz (* 1945), D
William C. Dietz (* 1945), US
Georg Diez (* 1969), D
Lutz van Dijk (* 1955), D / NL
Johann Michael Dilherr (1604–1669), D
Julian Dillier (1922–2001), CH
Blaga Dimitrowa (1922–2003), BG
S. S. Van Dine (1888–1939), US
Franz von Dingelstedt (1814–1881), D
Hrant Dink (1954–2007), TR
Artur Dinter (1876–1948), D
Diane DiPrima (1934–2020), US
Thomas Michael Disch (1940–2008), US
Esther Dischereit (* 1952), D
Hugo Dittberner (* 1944), D
Arthur Dittlmann (* 1958), D
Melvin Dixon (1950–1992), USA

## Dj
Nassir Djafari (* 1952), D
Tahar Djaout (1954–1993), DZ (Algerien)
Assia Djebar (1936–2015), DZ
Philippe Djian (* 1949), FR

## Do
Jens Dobler (1965–2024), D
Alfred Döblin (1878–1957), D
Farzana Doctor (* 1970), CAN
E. L. Doctorow (1931–2015), US
Heimito von Doderer (1896–1966), AT
David Dodge (1910–1974), US
Anthony Doerr (* 1973), US
Peter Döge (* 1961), D
Alban Dold (1882–1960), D
Yvonne Dold-Samplonius (1937–2014), NL
Françoise Dolto (1908–1988), FR
Karl Domanig (1854–1913), AT
Hans Dominik (1872–1945), D
Ludwig Donin (1810–1876)
J. P. Donleavy (1926–2017), US/IRL
John Donne (1572–1631), GB
Jennifer Donnelly (* 1963), US
Lara Elena Donnelly (* 1990), US
Emma Donoghue (* 1969), IRL
Gerard Donovan (* 1959), IRL
Wolfgang Donsbach (1949–2015), D
Hilda Doolittle (1886–1961), auch bekannt als H. D., US
Peter Dörfler (1878–1955), D
Felix Dörmann (1870–1928), AT
Anne Dorn (1925–2017), D
Klaus Dörner (1933–2022), D
Maximilian Dorner (1973–2023), D
Martin Dornes (1950–2021), D
Candas Jane Dorsey (* 1952), CAN
Tankred Dorst (1925–2017), D
John Dos Passos (1896–1970), US
Fjodor Dostojewski (1821–1881), RUS
Mark Doty (* 1953), US
Alfred Douglas (1870–1945), GB
Norman Douglas (1868–1952), GB
Sara Douglass (1957–2011), AUS
Rita Dove (* 1952), US
Siobhan Dowd (1960–2007), IRL/GB
Colette Dowling (* ≈1938), US
Arthur Conan Doyle (1859–1930), GB
Margit Anna Doyle  (* 1958), AT
Roddy Doyle (* 1958), IRL

## Dr
Albert Drach (1902–1995), AT
Hanna Maria Drack (1913–1988), D, AT
Michael Drayton (1563–1631), GB
Jan Drees (* 1979), D
Theodore Dreiser (1871–1945), US
Aleksandër Stavre Drenova (1872–1947), AL
Peter Drescher (1946–2021), D
Leberecht Dreves (1816–1870), D
Jörg Drews (1938–2009), D
Jeremias Drexel (1581–1638), D
Ernst-Jürgen Dreyer (1934–2011), D
Max Dreyer (1862–1946), D
Dore Dreysel (1904–1985), D
Janez Drnovšek (1950–2008), SLO
Wiglaf Droste (1961–2019), D
Annette von Droste-Hülshoff (1797–1848), D
Maurice Druon (1918–2009), FR
John Dryden (1631–1700), GB

## Du
Du Fu (712–770), CN
Du Mu (803–852), CN
Martin Duberman (* 1930), US
Richard Dübell (* 1962), D
Helmut Dubiel (1946–2015), D
Isidore Ducasse (1846–1870), FR
Johann Friedrich Dücker (1826–1917)
Gunter Dueck (* 1951), D
Hans Peter Duerr (* 1943), D
John von Düffel (* 1966), D
Martin Duffy (* 1952), IRL
Georges Duhamel (1884–1966), FR
Edouard Dujardin (1861–1949), FR
Markus Dullin (* 1964), D
Axel Dulz (* 1960), D
Alexandre Dumas d. Ä. (1802–1870), FR
Alexandre Dumas d. J. (1824–1895), FR
Daphne du Maurier (1907–1989), GB
Hal Duncan (* 1971) GB
Helen Dunmore (1952–2017), GB
Carola Dunn (* 1946), GB / USA
Douglas Dunn (* 1942), GB
Ellen Dunne (* 1977), AT / IRL
John Gregory Dunne (1932–2003), US
Patrick Dunne (* 20. Jh.), IRL
Lord Dunsany (1878–1957), IRL
Marguerite Duras (1914–1996), FR
Ilija Dürhammer (* 1969), ÖSTERR
Hans-Peter Dürr (1929–2014), D
Gerald Durrell (1925–1995), GB
Lawrence Durrell (1912–1990), GB / IRL
Friedrich Dürrenmatt (1921–1990), CH
Werner Dürrson (1932–2008), D
Enrique Dussel (1934–2023), ARG/MEX
Louis Dutens (1730–1812), FR
Ralph Dutli (* 1954), CH
Olav Duun (1876–1939), NO
Freimut Duve (1936–2020), D
Karen Duve (* 1961), D
Thomas Duve (* 1967), D
Gustave Duverne (1891–1967), F
Wolf Düwel (1923–1993), D

## Dw
Edwin Erich Dwinger (1898–1981), D
Ronald Dworkin (1931–2013), US

## Dy
Richard Dyer (* 1945), GB
Wayne Dyer (1940–2015), USA
Elana Dykewomon (1949–2022), USA
Bob Dylan (* 1941), USA
Wayne R. Dynes (* 1934), USA